# ارين هاينز
ارين هاينز (بالإنجليزية: Warren Haynes)‏ هو مغني وعازف قيثارة ومغن مؤلف أمريكي، ولد في 6 أبريل 1960 في آشفيل في الولايات المتحدة.

## وصلات خارجية
- الموقع الرسمي
- ارين هاينز على موقع IMDb (الإنجليزية)
- ارين هاينز على موقع ميوزك برينز (الإنجليزية)
- ارين هاينز على موقع رولينغ ستون (الإنجليزية)
- ارين هاينز على موقع أول ميوزيك (الإنجليزية)
- ارين هاينز على موقع ديسكوغز (الإنجليزية)
- ارين هاينز على موقع قاعدة بيانات الفيلم (الإنجليزية)